# Don Tomás Pérez de Estala (Goya)
Don Tomás Pérez de Estala es un óleo realizado hacia 1795-1798 por el pintor español Francisco de Goya. Sus dimensiones son de 102 × 79 cm. Se expone en Kunsthalle de Hamburgo, Alemania.

## Descripción
Tomás Pérez de Estala (1754-1827) fue un maestro cerrajero aragonés. Desde muy joven trabajó en varios talleres en España y desde 1776 también en Francia, donde aprendió tecnologías modernas desconocidas en su país. También viajó a Inglaterra, donde conoció los efectos de la revolución industrial. Gracias a los conocimientos adquiridos en el extranjero introdujo las primeras máquinas de vapor a la minería española. Se mudó a Segovia, donde comenzó su carrera en la Fábrica Real de Paños de Ortiz de Paz. Se casó con la hija del dueño de la fábrica y se convirtió en el ingeniero en la compañía.
Es posible que el retrato de Pérez de Estala haya sido pintado con motivo de su nombramiento como Comisario Regio en 1798 o antes, en 1795. Pérez de Estala encargó una copia del cuadro para poder decorar sus dos residencias.
Existe una copia o réplica de este retrato, de dimensiones 99 × 77,5 cm que se encuentra en una colección privada en Madrid.